# Abou-Chaker-nätverket
Abou-Chaker-nätverket  är ett släktbaserat kriminellt nätverk där många och ledande personer tillhör en släkt/klan med samma namn. Att släktnamnet används som beteckning på det kriminella nätverket innebär inte att klanen som sådan är kriminell eller att alla dess medlemmar ingår i det kriminella nätverket.
Nätverket består av mestadels manliga medlemmar i den palestinska familjen Abou-Chaker i Berlin, Libanon och Danmark. Polisen uppskattar att 200 till 300 medlemmar i den utvidgade familjen bor i Berlin. Delar av familjen bedriver organiserad brottslighet. Medlemmar arbetar med beskyddarverksamhet, narkotikahandel och vapenhandel, penningtvätt, rån och stölder, koppleri och andra grova våldsbrott. En domstol i Berlin har dömt flera Abou Chaker-medlemmar när de med hjälp av förfalskade dokument försökte sälja en fastighet med lägenheter som de inte ägde.
Abou-Chaker-nätverket hade länge affärsförbindelser med gangsterrapparen Bushido, som senare skulle komma att bli huvudvittne vid domstolsförhandlingar mot klanen för brottsanklagelser som uppstod då rapparen försökte avsluta samarbetet då han uppgav att Abou-Chakers tog cirka 30% av hans bruttoinkomster.
I september 2020 genomförde tysk polis en husrannsakningar mot boenden och företag på 18 orter i Tyskland och Schweiz mot Abou-Chaker-nätverket med en styrka på 300 poliser. Polisundersökningen gällde skattebrott och pengatvätt.